# Tiopronina
La tiopronina è un composto sulfidrilico con attività simile a quella della penicillamina. Le proprietà fondamentali del farmaco sono infatti da ricondurre alla presenza nella molecola di un gruppo tiolico (SH) che perdendo un idrogeno può formare legami chimici con altre molecole.
La tiopronina, essendo un sulfidrilante, possiede una elevata attività antiossidante e cioè un alto potenziale di ossido-riduzione.
L'effetto del farmaco si esplica principalmente a livello epatico dove contrasta l'azione dei radicali liberi, dei metaboliti dell'alcool e di alcuni farmaci.
Per questo motivo, a titolo d'esempio, la molecola viene impiegata in caso di danno epatico da sovradosaggio da paracetamolo e sostanze tossiche. 
Uno studio su topi cui vennero somministrati per via intra peritoneale 20 mg/kg di tiopronina 30 minuti prima dell'esposizione a raggi gamma, ha evidenziato che il farmaco protegge l'epitelio intestinale e accelera i processi di normalizzazione tissutali.
Altri studi su topi hanno dimostrato che l'effetto protettivo del farmaco nei confronti delle radiazioni gamma può limitare la distruzione degli spermatozoi.
È stato ipotizzato che la tiopronina possa agire a livello del metabolismo energetico mitocondriale.

## Farmacocinetica
La tiopronina viene rapidamente assorbita dal tratto gastrointestinale, raggiungendo il picco di concentrazione plasmatica in 15-30 minuti.

Il farmaco si accumula nel fegato (massima localizzazione nei mitocondri), nei reni, nelle ghiandole surrenali e nel pancreas.
 
Sono stati identificati 6 metaboliti della tiopronina, tra i quali i principali sono il disolfuro e l'acido tiolattico. 
L'escrezione avviene principalmente per via urinaria sotto forma di metaboliti. Già dopo 4 ore dalla somministrazione orale si ritrova nelle urine il 48% di una dose e dopo somministrazione intraperitoneale il 79%.

## Tossicità
Il valore della DL50 nel topo è di 2,1 g/kg per e.v.

## Indicazioni terapeutiche
Il farmaco viene impiegato per via orale, per aumentare la solubilità della cistina in caso di cistinuria. La cistinuria, patologia a carattere autosomico recessivo, è caratterizzata dalla formazione di calcoli di cistina che si creano a causa di una aumentata eliminazione dell'aminoacido, poco solubile, con le urine.

La tiopronina rende la cistina più solubile permettendo la formazione di legami disulfurici tra il gruppo tiolico presente nella molecola e quello dell'aminoacido.
La tiopronina possiede inoltre azione fluidificante sul secreto bronchiale per l'interazione tra i gruppi tiolici delle molecole di farmaco e quelli presenti nelle mucoproteine che, depolimerizzate, vengono rese meno vischiose. 
A livello dell'apparato respiratorio è in grado di ridurre l'infiammazione e di ripristinare l'immunità di tipo cellulare; ha inoltre attività antispastica sulla muscolatura liscia bronchiale.
Il farmaco ha dimostrato di essere efficace nel trattamento della epatite cronica.
In uno studio una volta somministrato a 165 pazienti con epatite cronica alla dosaggio di 600 mg/die per os per 12 settimane, ha migliorato in generale la funzionalità epatica, indipendentemente dallo stadio istologico della patologia e dai valori dell'antigene HBsAg.
La tiopronina è stata proposta nel trattamento dell'avvelenamento da piombo: il meccanismo d'azione non è chiaro ma sicuramente si può escludere un'azione chelante da parte del farmaco in quanto nei vari studi scientifici l'escrezione urinaria giornaliera di piombo non risultava cambiata.
La somministrazione parenterale di 30 g di tiopronina in un periodo di 10 giorni a 27 pazienti con sintomi di avvelenamento cronico da piombo ha migliorato gli indici biochimici caratteristici dell'avvelenamento stesso.
La tiopronina presenta attività comparabile a quella dei sali d'oro e della penicillamina nei confronti dell'artrite reumatoide. Tale attività sembrerebbe essere riconducibile all'azione antiossidante del farmaco.

## Effetti collaterali
La tiopronina causa effetti collaterali simili a quelli della penicillamina.

In uno studio su 140 pazienti con artrite reumatoide, in trattamento a lungo termine con tiopronina, il 40% dei pazienti dovette interrompere l'assunzione del farmaco a causa degli effetti collaterali, la maggioranza dei quali si manifestò nei primi 6 mesi di terapia. I più comuni furono quelli a carico di cute e mucose (eruzioni lichenoidi, prurito e pemfigo). Secondo una review del 1989 invece su 268 pazienti in trattamento per artrite reumatoide gli effetti collaterali portarono ad interrompere il trattamento nel 27,7% dei pazienti. Questi effetti avversi erano sostanzialmente simili a quelli osservati con la D-penicillamina.
Altri effetti furono proteinuria, glomerulonefrite membranosa, sindrome nefrosica, disturbi ematologici (leucopenia, trombocitopenia), gastrointestinali (compresa ageusia), miastenia, polimiosite. Sono state descritte anche reazioni di ipersensibilità con brividi, febbre, ipotensione, eruzioni cutanee. In alcuni pazienti in trattamento con tiopronina si può sviluppare colestasi ed ittero. Quando è somministrato per via inalatoria il farmaco può causare broncospasmo.

## Controindicazioni e precauzioni d'uso
La tiopronina è controindicata in caso di ipersensibilità nota, nefropatie, turbe ematologiche (in particolare leucopenia e trombocitopenia), lupus eritematoso, miastenia e dermatosi gravi. Durante la gravidanza e l'allattamento la tiopronina deve essere somministrata solo in caso di effettiva necessità. Poiché la molecola contiene un gruppo tiolico il preparato può presentare il caratteristico odore di zolfo.

## Interazioni
La tiopronina è incompatibile con antibiotici derivati dall'acido 6-aminopenicillamico.